# SharpOS
SharpOS es un sistema operativo basado en el .NET Framework y el lenguaje de programación relacionado C#. Fue desarrollado por un grupo de voluntarios y presidido por un equipo de seis administradores de proyectos: Mircea-Cristian Racasan, Bruce Markham, Johann MacDonagh, Sander van Rossen, Jae Hyun y William Lahti.  Ya no está en desarrollo activo, y los recursos se han trasladado al proyecto MOSA. A partir de 2017, SharpOS es uno de los tres sistemas operativos basados en C# lanzados bajo una licencia de software libre y de código abierto. SharpOS solo tiene una versión pública disponible y una interfaz de línea de comandos básica.

## Historia
SharpOS comenzó en noviembre de 2006 como una discusión pública en la lista de correo de desarrollo del proyecto Mono como un hilo denominado Sistema operativo en C#. Después de atraer a muchos participantes, Michael Schurter creó el wiki y la lista de correo de SharpOS.org para continuar la discusión en una ubicación más relevante. Poco después, los desarrolladores principales (Bruce Markham, William Lahti, Sander van Rossen y Mircea-Cristian Racasan) decidieron que diseñarán su propio compilador de avance (AOT) para permitir que el sistema operativo ejecute su secuencia de arranque sin utilizar otro lenguaje de programación. Una vez que el compilador AOT estaba lo suficientemente desarrollado, el equipo comenzó a codificar el kernel. Esto se encontró con largos períodos de inactividad y pocos desarrolladores activos debido a la falta de interés en la programación insegura del kernel. El 1 de enero de 2008, el equipo de SharpOS hizo público su primer lanzamiento importante, esta es la primera versión del software que aparece en el repositorio de paquetes de SharpOS SourceForge disponible para uso público general.